# Aldeanueva de Ebro
Aldeanueva de Ebro – gmina w Hiszpanii, w prowincji La Rioja, w La Rioja, o powierzchni 39,08 km². W 2011 roku gmina liczyła 2815 mieszkańców.